# Gentile Bellini
Gentile Bellini (ur. 1429? w Wenecji, zm. 23 lutego 1507, tamże) – wenecki malarz, rysownik i medalier, który był dominującą postacią weneckiej sztuki przez kilka dekad drugiej połowy XV wieku.

## Życiorys
Generalnie przyjmuje się, że był najstarszym synem Jacopa Belliniego i Anny Rinversi, chociaż jego data urodzin i pierworództwo pozostają kwestią dyskusyjną. Jego bratem był Giovanni Bellini. Był uczniem i długoletnim współpracownikiem swojego ojca. Jego pierwszym pewnie datowanym, samodzielnym dziełem jest portret pierwszego patriarchy Wenecji Wawrzyńca Iustinianiego z 1465, namalowany dla kościoła Madonny dell’Orto. Sukces tej pracy doprowadził do kolejnych zamówień i w 1474 Gentile otrzymał „najważniejsze zlecenie dane jakiemukolwiek artyście w Wenecji” – miał zastąpić swoimi pracami gnijące freski Gentilego da Fabriano i Pisanella, stanowiące dekoracje Sali Wielkiej Rady w Pałacu Dożów. Bellini w miejsce fresków umieścił obrazy olejne na płótnie, które przedstawiały sceny z weneckiej historii. Chociaż obrazy spłonęły w pożarze z 1577, to jednak właśnie one dały początek nowemu i specyficznie weneckiemu stylowi malarstwa narracyjnego. Gentile Bellini łączył realizm malarstwa flamandzkiego, ale bez jego symbolizmu, z racjonalną strukturą przestrzeni, stworzoną przez malarzy florenckich, lecz bez nadużywania perspektywy do zwrócenia uwagi na główny przedmiot. W ciągu następnych trzech dekad w Wenecji miało powstać wiele tego rodzaju obrazów w manierze trafnie nazwanej „stylem naocznego świadka”.
Gentile nie otrzymał żadnej zapłaty za swoją pracę w Sali Wielkiej Rady, ale stał się właściwie oficjalnym malarzem Republiki, co przejawiło się m.in. w otrzymaniu lukratywnego pośrednictwa (sansaria) w Fondaco dei Tedeschi. Do jego obowiązków należało sporządzanie oficjalnego portretu każdego nowego doży. Kulminacyjnym momentem jego roli jako oficjalnego portrecisty była podjęta w 1479 w imieniu Republiki misja dyplomatyczna na dworze Mehmeda II (1444–1446, 1451–1481) w Stambule. Gentile namalował dla sułtana widok Wenecji i szereg portretów członków jego dworu. Zachowało się niewiele jego dzieł wykonanych na osmańskim dworze. Słynny portret samego sułtana, znajdujący się w National Gallery, jest niemal całkowicie przemalowany i może być jedynie kopią. Do dziś ocalał jednak medal z portretem Mehmeda II. W nagrodę za swoje usługi Gentile otrzymał od sułtana tytuł beja, którym miał szczycić się po powrocie do Wenecji, umieszczając złoty łańcuch wskazujący jego rangę na autoportrecie umieszczonym w jednym z ostatnich swoich dzieł Kazaniu św. Marka w Aleksandrii. Od tej pory często umieszczał w swoich dziełach postacie w tureckich strojach i egzotyczne zwierzęta. Orientalizm wprowadzony przez niego do weneckiego malarstwa miał przetrwać przez długi czas. Portrety Belliniego wraz z medalami innego weneckiego artysty, Constanza da Ferrary, odegrały istotną rolę w wykształceniu się tradycji portretowania sułtana w osmańskim malarstwie miniaturowym.
Po przyjeździe do Wenecji, prawdopodobnie na początku 1481, Gentile powrócił do pracy nad dekoracjami Sali Wielkiej Rady, wraz ze swoim bratem Giovannim i innymi artystami, którzy kontynuowali prace nad projektem pod jego nieobecność. Wiadomo, że pracował nad nim jeszcze w 1493. Obrazy zaliczane do nowego typu malarstwa narracyjnego, które stworzył Gentile, były zamawiane przez weneckie bractwa religijne (scuola), będące wówczas najważniejszymi patronami sztuki w mieście. Malarz otrzymał zlecenie na dekorację Sali Krzyża w budynku Scuola Grande di San Giovanni Evangelista. To zlecenie realizował, nadzorując grupę malarzy, do której należeli: Vittore Carpaccio, Lazzaro Bastiani, Giovanni Mansueti i Benedetto Diana. Sam Gentile namalował trzy z ośmiu obrazów mających wejść w skład dekoracji – Procesję z relikwią św. Krzyża na placu św. Marka (1496), Cud Krzyża Świętego (datowane na 1500) i Cudowne Uzdrowienie Pietro de Ludovici (1501). Procesja pokazuje okazałą fasadę Bazyliki św. Marka (świecącą bizantyńskimi mozaikami, które później miały zostać zastąpione inną dekoracją) z perspektywicznym widokiem zatłoczonego placu i procesji niosącej relikwię na pierwszym planie. Pomimo precyzyjnej organizacji kompozycji cały szereg budynków i postaci jest przedstawionych tak szczegółowo, że całości brak jakiegoś scalającego motywu przewodniego. Prawdopodobnie, ponieważ sceneria weneckich kanałów jest bardziej intymna i nieregularna, Cud Krzyża Świętego jest znacznie ciekawszy. Szereg niewielkich łodzi i widmowych pływaków w białych szatach próbuje wydobyć relikwię z wody, podczas gdy na brzegach kanału i moście zgromadzona jest obserwująca to wydarzenie publiczność. Scenę ożywiają drobne epizody, takie jak dziecko zwisające z mostu czy ciemnoskóry służący przygotowujący się do skoku do wody. W tłumie znajdują się rozpoznawalne osoby, w tym królowa Cypru Katarzyna Cornaro (1474–1489) i jej dworzanie. Gentile miał jej poświęcić jeden ze swoich najbardziej znanych portretów, w którym jednak, chociaż twarz władczyni została dokładnie oddana, więcej uwagi poświęcił wszystkim szczegółom jej ubioru.
W 1504 Gentile otrzymał zlecenie na dekorację budynku Scuola Grande di San Marco, której był aktywnym członkiem. Pogarszający się stan zdrowia nie pozwolił mu jednak na ukończenie tego dzieła. Zdołał jedynie rozpocząć Kazanie św. Marka w Aleksandrii, którego dokończenie w swoim testamencie powierzył swojemu bratu Giovanniemu. Kompozycja obrazu jest podobna do Procesji, z centralnym widokiem fasady i szeregiem postaci wzdłuż pierwszego planu. Egzotyczność miejsca została podkreślona przez umieszczenie na obrazie elementów mameluckich strojów i architektury oraz żyrafy i wielbłąda.
Tak samo jak w przypadku jego ojca, większość najważniejszych obrazów Gentilego zaginęła, co nie pozwala na pełną rekonstrukcję jego stylistycznego rozwoju. Gentile był „portrecistą” osób i miast, przy czym wiele jego obrazów zostało namalowanych w stylu „naocznego świadka”, który był praktykowany w Wenecji pod koniec XV wieku. Liczba portretów i malowniczych widoków w jego wielkich, narracyjnych obrazach zapewniła mu popularność za jego życia, a anegdotyczne bogactwo zawartego w tych pracach materiału sprawia, że także dzisiaj cieszą się one zainteresowaniem i mają wartość jako historyczne dokumenty swoich czasów. Nacisk na ten sam poziom szczegółowości wszystkich elementów obrazu osłabia jednak siłę jego kompozycji. Brakowało mu także wizualnego wyrafinowania i siły wyrazu obrazów malowanych przez jego brata Giovanniego i weneckich artystów następnego pokolenia, których twórczość przyćmiła osiągnięcia jego i innych współczesnych mu malarzy narracyjnych, takich jak Carpaccio.

## Galeria

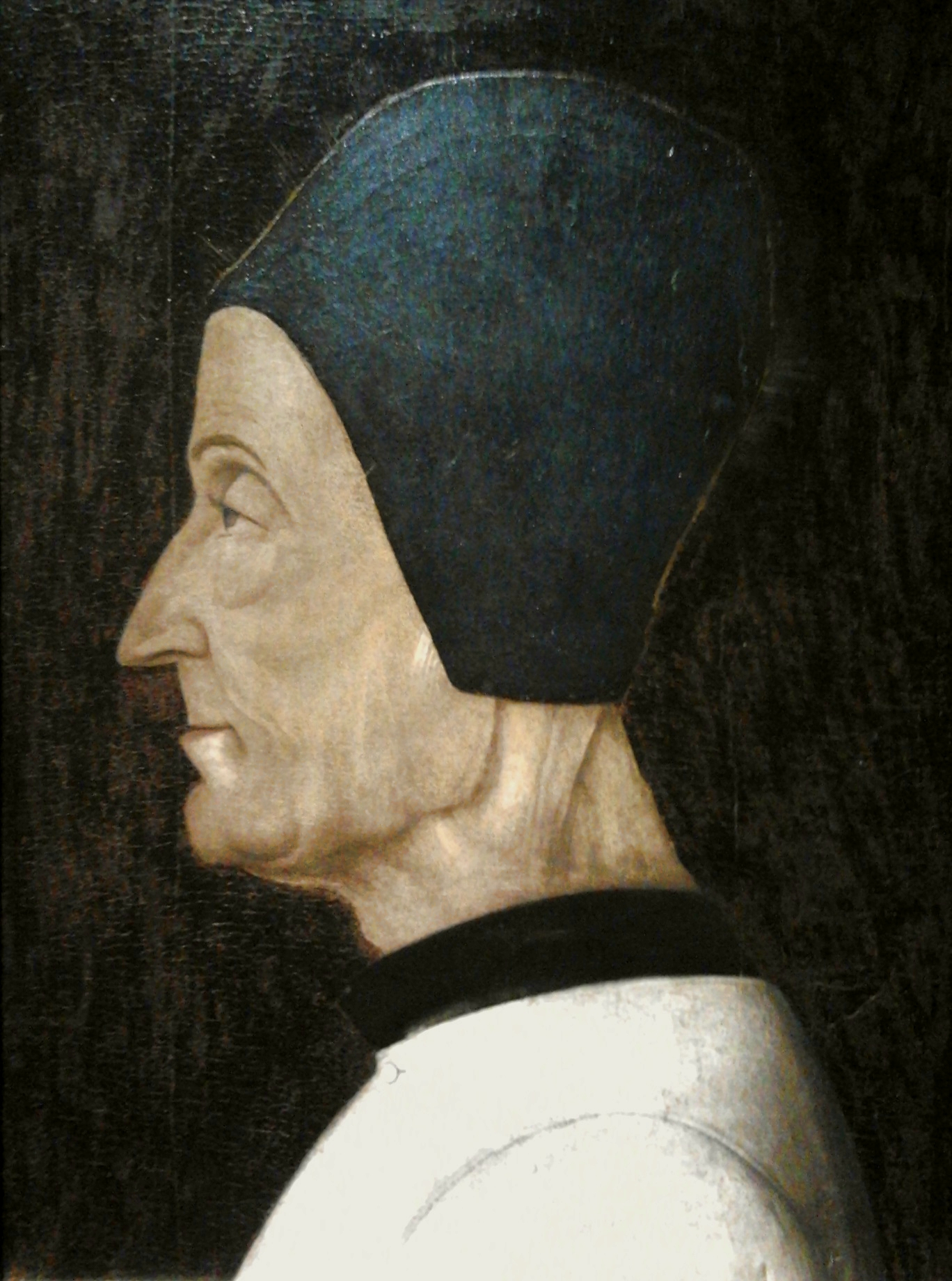
1. Portret Wawrzyńca Iustinianiego, 1465, Muzeum Narodowe w Warszawie
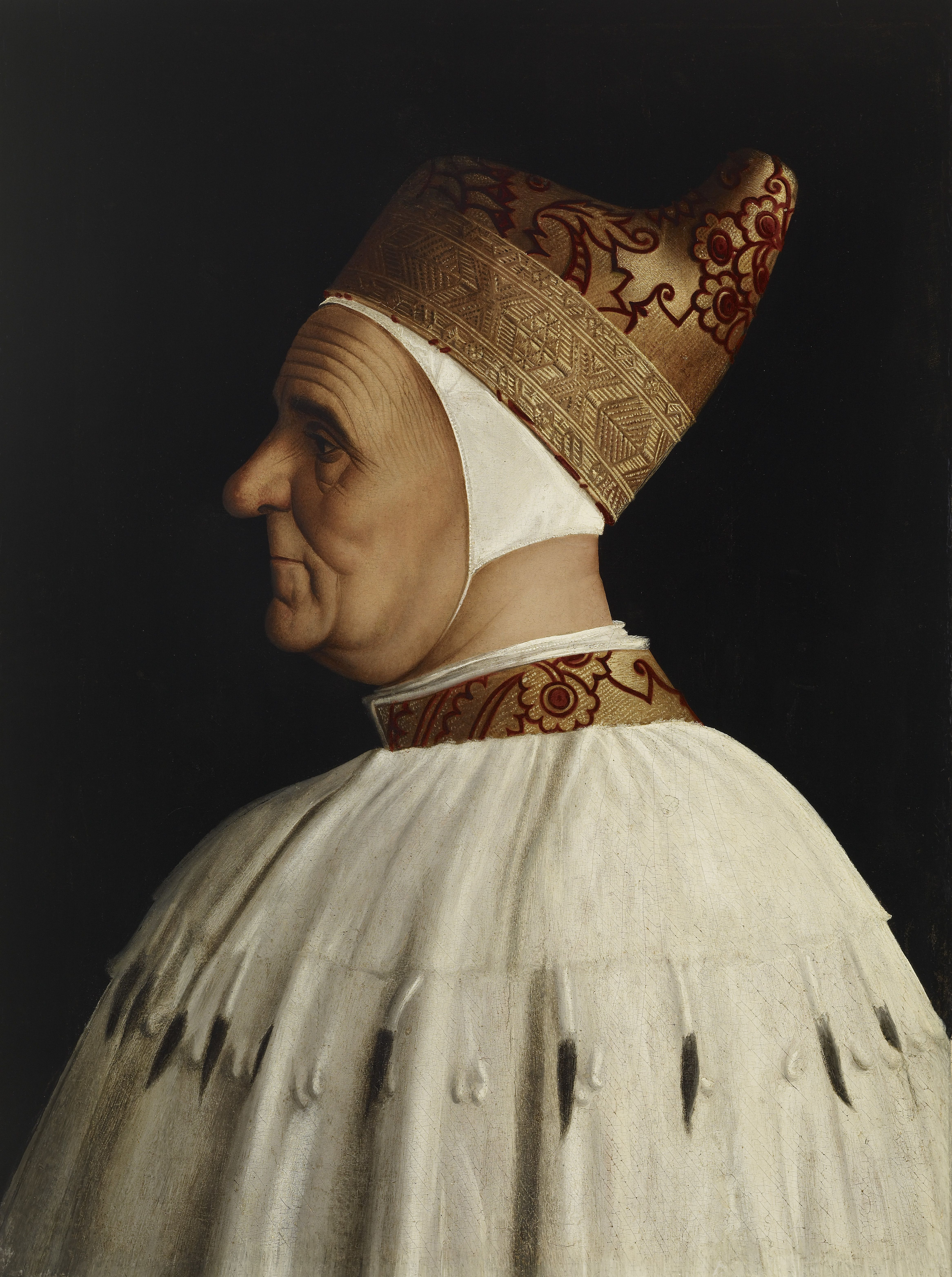
2. Portret doży Giovanniego Mocenigo, Frick Collection
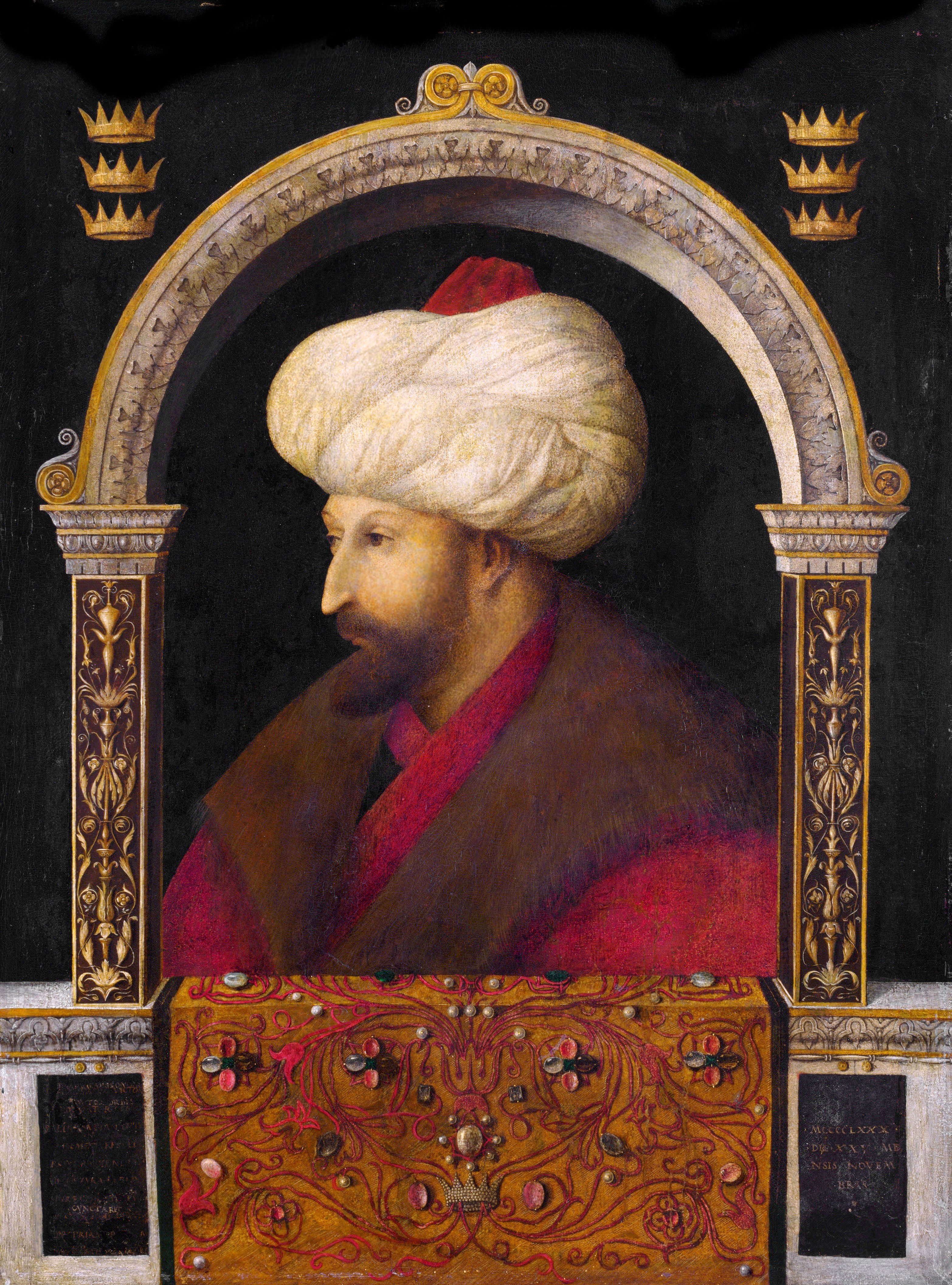
3. Portret Mehmeda II, 1480, National Gallery w Londynie
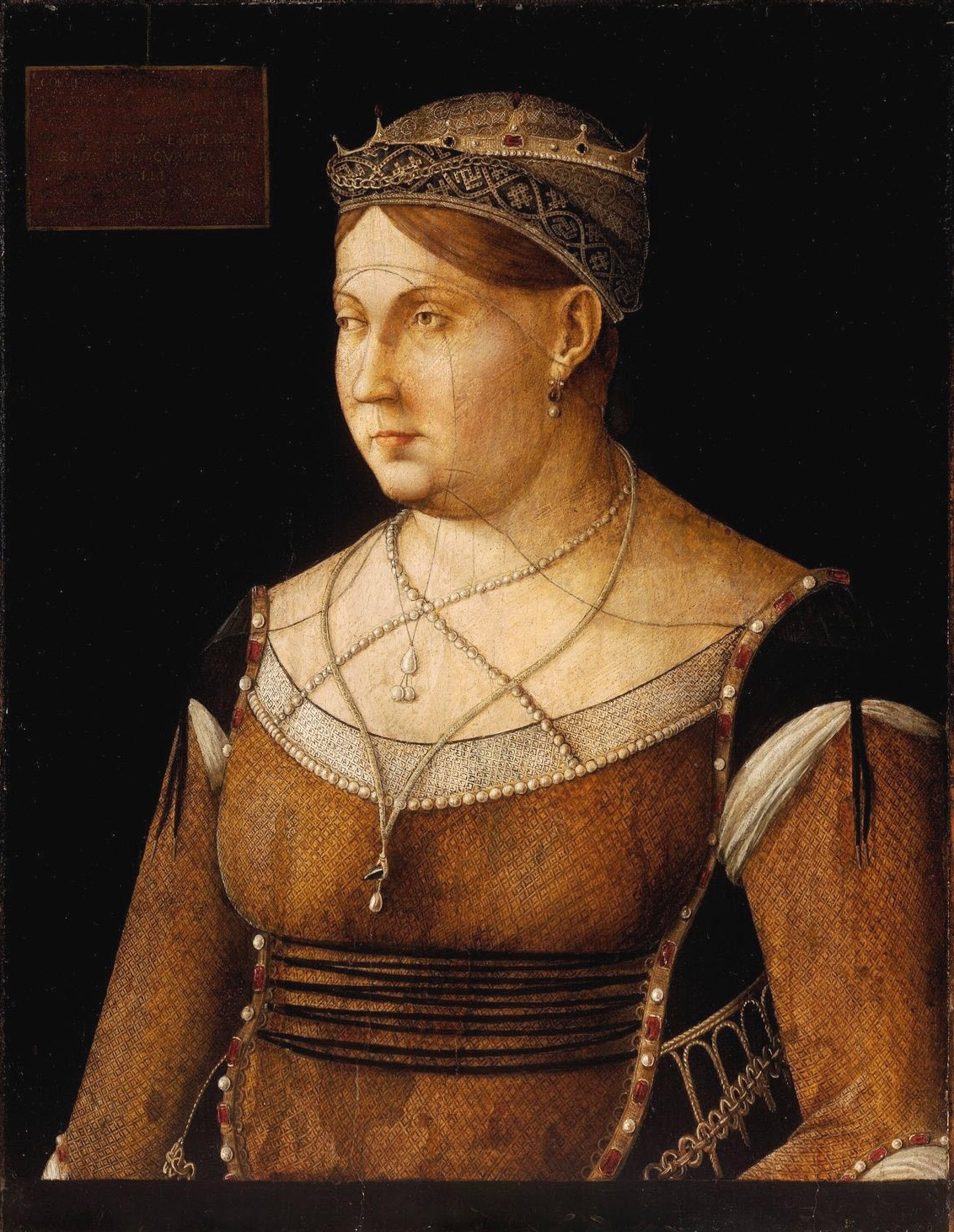
4. Portret Katarzyny Cornaro, 1500, Muzeum Sztuk Pięknych w Budapeszcie

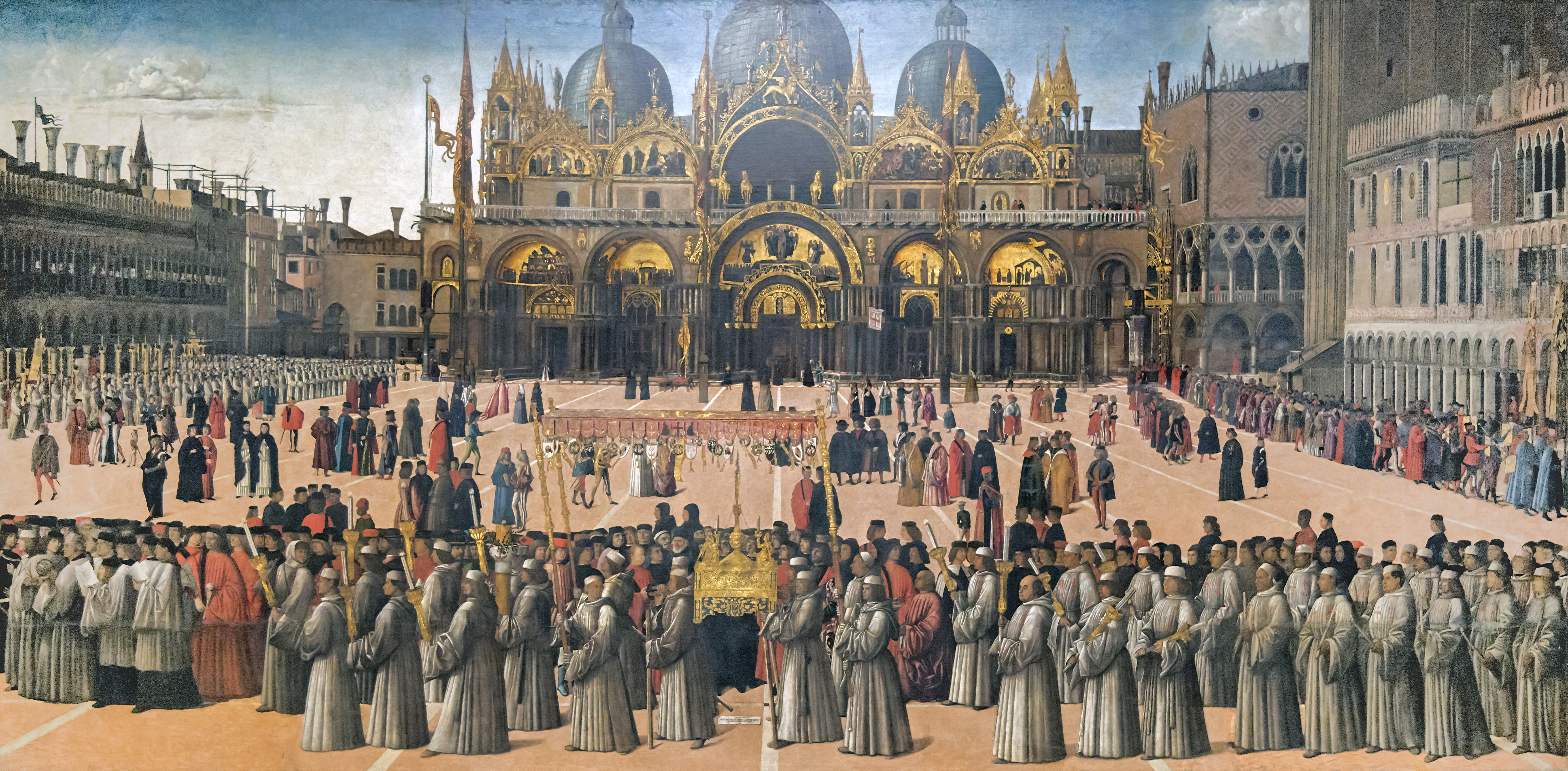
5. Procesja z relikwią św. Krzyża na placu Św. Marka, 1496, Gallerie dell’Accademia
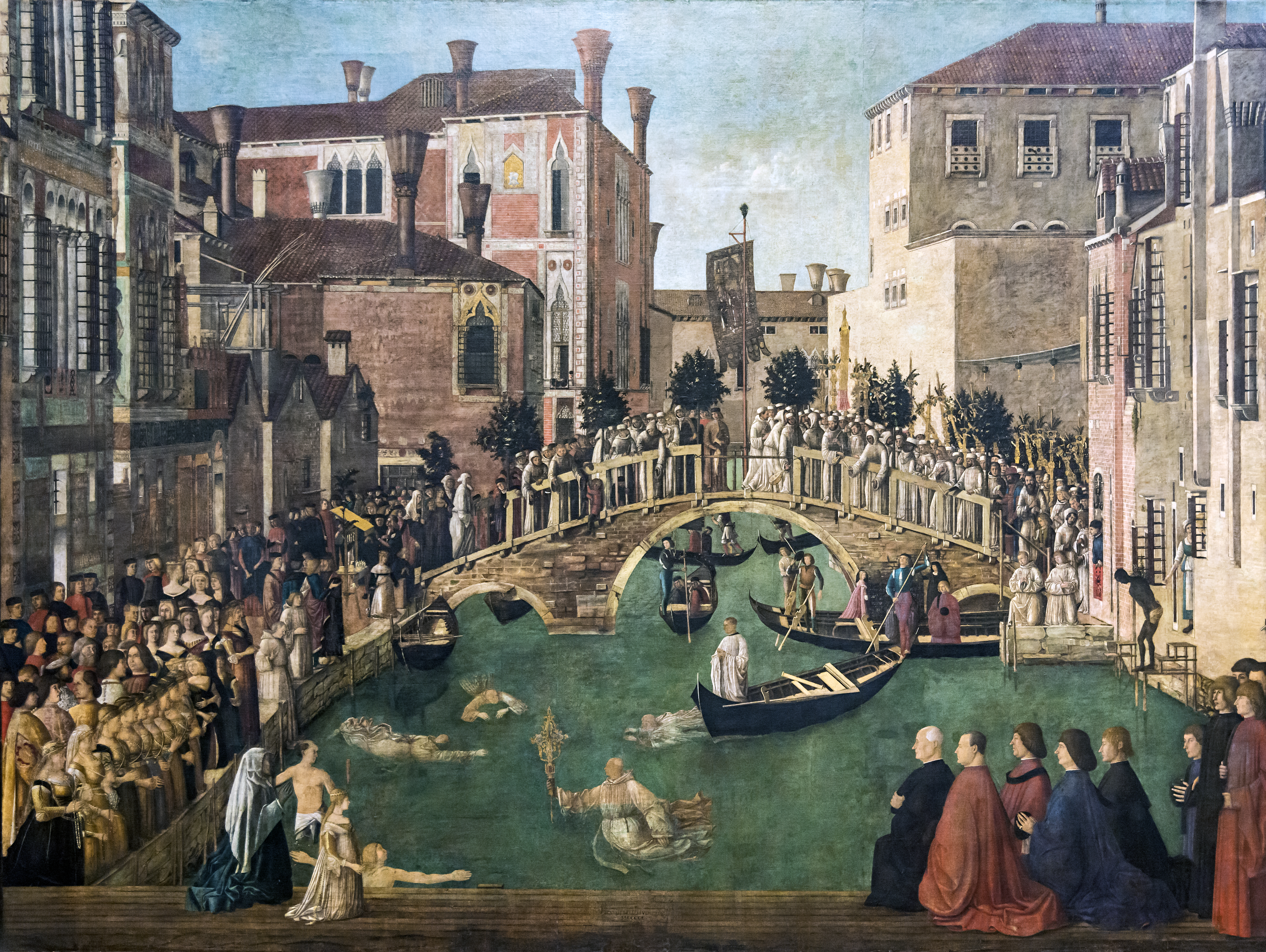
6. Cud Krzyża Świętego, pomiędzy 1496 a 1500, Gallerie dell’Accademia
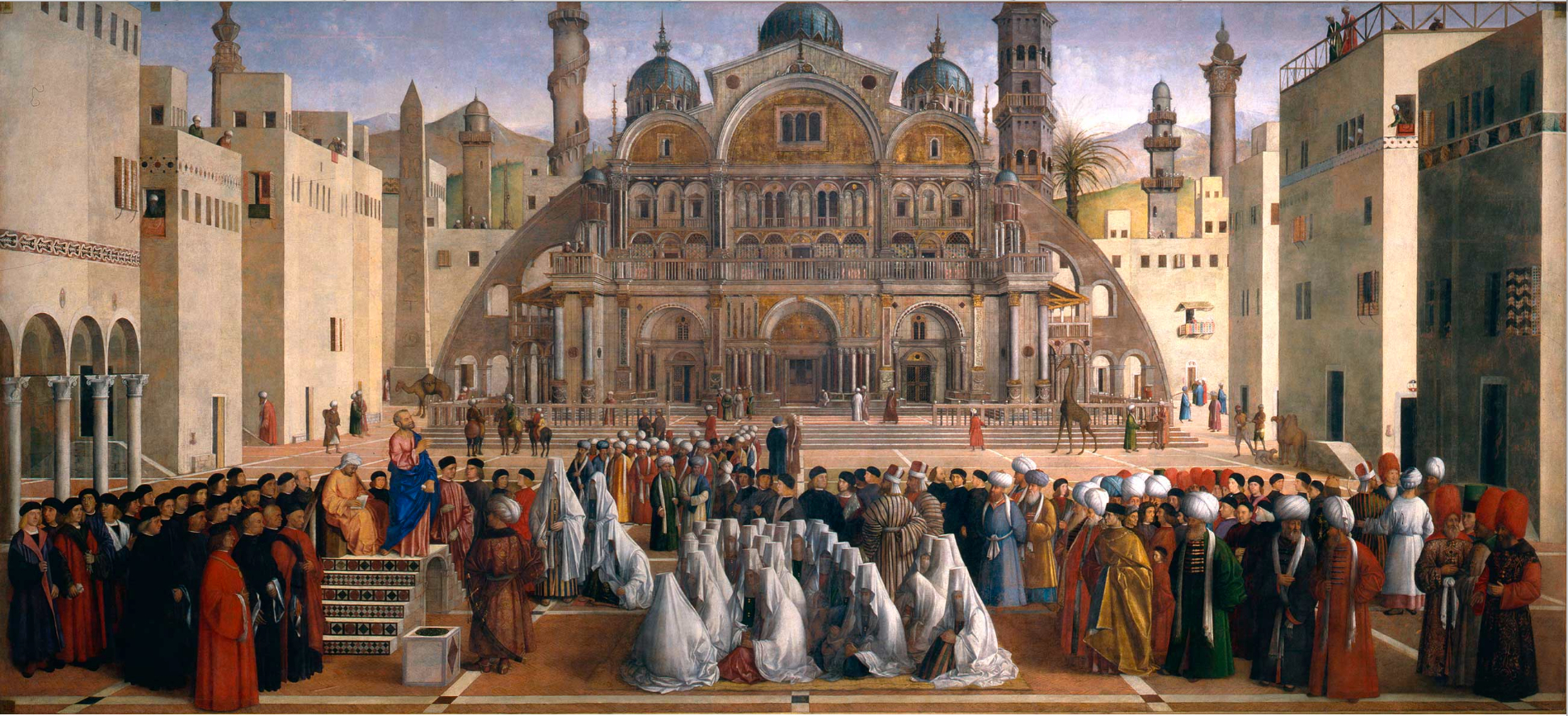
7. Gentile i Giovanni Bellini, Kazanie św. Marka w Aleksandrii, pomiędzy 1504 a 1507, Pinakoteka Brera